# Ховенкамп, Хуго
Хуго Ховенкамп (нидерл. Hugo Hovenkamp; род. 5 октября 1950, Гронинген) — нидерландский футболист, защитник. Прежде всего известный по выступлениям за клубы «Гронинген» и АЗ, а также за национальную сборную Нидерландов. Чемпион Нидерландов.

## Клубная карьера
Во взрослом футболе дебютировал в 1968 году выступлениями за команду клуба «Гронинген», в которой провёл семь сезонов, принял участие в 157 матчах чемпионата и забил 14 голов. Большинство времени, проведённого в составе «Гронингена», был игроком защиты основного состава команды.
Своей игрой за эту команду привлёк внимание представителей тренерского штаба клуба АЗ, к составу которого присоединился в 1975 году. Сыграл за команду из Алкмара следующие восемь сезонов своей игровой карьеры. Играя в составе клуба АЗ также в основном выходил на поле в основном составе команды.
Завершил профессиональную игровую карьеру в нижнелиговом клубе «Ваккер» (Инсбрук), за команду которого выступал на протяжении 1983—1984 годов.

## Выступления за сборную
В 1977 году дебютировал в официальных матчах в составе национальной сборной Нидерландов. В течение карьеры в национальной команде, которая длилась 7 лет, провёл в форме главной команды страны 31 матч и забил 2 гола.
В составе сборной был участником чемпионата мира 1978 года в Аргентине, где вместе с командой завоевал «серебро», и чемпионата Европы 1980 года в Италии.

## Статистика

### Матчи Ховенкампа за сборную Нидерландов
| Матчи Ховенкампа за сборную Нидерландов | Матчи Ховенкампа за сборную Нидерландов | Матчи Ховенкампа за сборную Нидерландов | Матчи Ховенкампа за сборную Нидерландов | Матчи Ховенкампа за сборную Нидерландов | Матчи Ховенкампа за сборную Нидерландов |
| --------------------------------------- | --------------------------------------- | --------------------------------------- | --------------------------------------- | --------------------------------------- | --------------------------------------- |
| №                                       | Дата                                    | Соперник                                | Счёт                                    | Голы Ховенкампа                         | Соревнование                            |
| 1                                       | 9 февраля 1977                          | Англия                                  | 2:0                                     | —                                       | Товарищеский матч                       |
| 2                                       | 26 марта 1977                           | Бельгия                                 | 2:0                                     | —                                       | Чемпионат мира 1978 (отбор)             |
| 3                                       | 31 августа 1977                         | Исландия                                | 4:1                                     | —                                       | Чемпионат мира 1978 (отбор)             |
| 4                                       | 5 октября 1977                          | СССР                                    | 0:0                                     | —                                       | Товарищеский матч                       |
| 5                                       | 12 октября 1977                         | Северная Ирландия                       | 1:0                                     | —                                       | Чемпионат мира 1978 (отбор)             |
| 6                                       | 26 октября 1977                         | Бельгия                                 | 1:0                                     | —                                       | Чемпионат мира 1978 (отбор)             |
| 7                                       | 22 февраля 1978                         | Израиль                                 | 2:1                                     | —                                       | Товарищеский матч                       |
| 8                                       | 11 октября 1978                         | Швейцария                               | 3:1                                     | —                                       | Чемпионат Европы 1980 (отбор)           |
| 9                                       | 15 ноября 1978                          | ГДР                                     | 3:0                                     | —                                       | Чемпионат Европы 1980 (отбор)           |
| 10                                      | 20 декабря 1978                         | ФРГ                                     | 1:3                                     | —                                       | Товарищеский матч                       |
| 11                                      | 2 мая 1979                              | Польша                                  | 0:2                                     | —                                       | Чемпионат Европы 1980 (отбор)           |
| 12                                      | 22 мая 1979                             | Аргентина                               | 0:0                                     | —                                       | Товарищеский матч                       |
| 13                                      | 5 сентября 1979                         | Исландия                                | 4:0                                     | —                                       | Чемпионат Европы 1980 (отбор)           |
| 14                                      | 26 сентября 1979                        | Бельгия                                 | 1:0                                     | —                                       | Товарищеский матч                       |
| 15                                      | 17 октября 1979                         | Польша                                  | 1:1                                     | —                                       | Чемпионат Европы 1980 (отбор)           |
| 16                                      | 21 ноября 1979                          | ГДР                                     | 3:2                                     | —                                       | Чемпионат Европы 1980 (отбор)           |
| 17                                      | 23 января 1980                          | Испания                                 | 0:1                                     | —                                       | Товарищеский матч                       |
| 18                                      | 26 марта 1980                           | Франция                                 | 0:0                                     | —                                       | Товарищеский матч                       |
| 19                                      | 11 июня 1980                            | Греция                                  | 1:0                                     | —                                       | Чемпионат Европы 1980                   |
| 20                                      | 14 июня 1980                            | ФРГ                                     | 2:3                                     | —                                       | Чемпионат Европы 1980                   |
| 21                                      | 17 июня 1980                            | Чехословакия                            | 1:1                                     | —                                       | Чемпионат Европы 1980                   |
| 22                                      | 19 ноября 1980                          | Бельгия                                 | 0:1                                     | —                                       | Чемпионат мира 1982 (отбор)             |
| 23                                      | 30 декабря 1980                         | Уругвай                                 | 0:2                                     | —                                       | Золотой кубок чемпионов мира            |
| 24                                      | 6 января 1981                           | Италия                                  | 1:1                                     | —                                       | Золотой кубок чемпионов мира            |
| 25                                      | 22 февраля 1981                         | Кипр                                    | 3:0                                     | 1                                       | Чемпионат мира 1982 (отбор)             |
| 26                                      | 25 марта 1981                           | Франция                                 | 1:0                                     | —                                       | Чемпионат мира 1982 (отбор)             |
| 27                                      | 29 апреля 1981                          | Кипр                                    | 1:0                                     | —                                       | Чемпионат мира 1982 (отбор)             |
| 28                                      | 14 октября 1981                         | Бельгия                                 | 3:0                                     | —                                       | Чемпионат мира 1982 (отбор)             |
| 29                                      | 23 марта 1982                           | Шотландия                               | 1:2                                     | —                                       | Товарищеский матч                       |
| 30                                      | 19 декабря 1982                         | Мальта                                  | 6:0                                     | 1                                       | Чемпионат Европы 1984 (отбор)           |
| 31                                      | 16 февраля 1983                         | Испания                                 | 0:1                                     | —                                       | Чемпионат Европы 1984 (отбор)           |

Итого: 31 матч / 2 гола; 17 побед, 6 ничьих, 8 поражений.

## Титулы и достижения
- Чемпион Нидерландов: АЗ 1980/81